# シットヘッド
シットヘッド（英語: Shithead）は、宮殿（Palace）やカルマ（Karma）とも呼ばれる、トランプを使ったゲームの一種である。場の一番上のカード以上の強さを持つカードを出していき、出せなければ場にあるすべてのカードを取らなければならないという、単純でわかりやすいルールのゲームで、まじめなゲームというよりは、遊びとして行われる。

## 概要
もとはスカンディナヴィアのゲームであったようだが、現在は世界各地で遊ばれている。
ゲームの原理としてはロシアのドゥラークとおなじビーティングゲーム（前のカード以上のカードを出していき、出せなかったら場にある札を取る。先に手札をなくした者が勝つ）に属するが、ドゥラークよりも運まかせの部分がずっと大きい。
シットヘッドとは馬鹿という意味であり、最後まで上がれなかった人のことをこう呼ぶ。「ドゥラーク」も同じ意味である。

## ルール
ゲームのルールは統一されていない。ここでは Morehead et al. (1983,2001) にしたがう。
ゲームの参加人数は決まっていないが、いちおう2人以上6人まで遊ぶことができる。
通常の52枚のトランプを使用する。ジョーカーは入れても入れなくても構わないが、6人で遊ぶ場合はジョーカーを2枚入れる。カードのランクは A > K > Q > J > 10 > 9 > 8 > 7 > 6 > 5 > 4 > 3 である（2とジョーカーは特殊なので後述する）。このゲームではカードのスートは意味を持たない。
最初のディーラーは何らかの方法で決める。ディーラーはプレイごとに時計回りに交代する。

### カードを配る

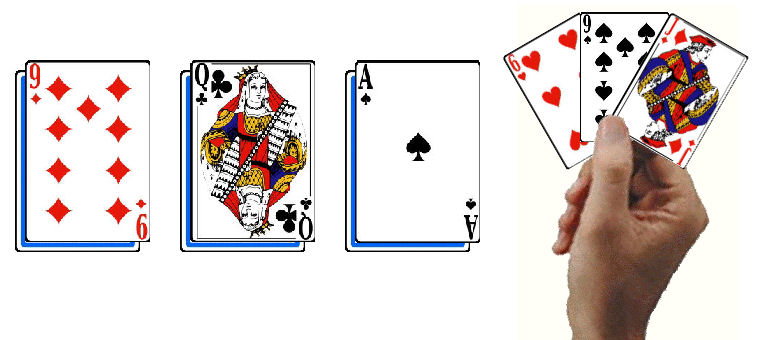
表向きのカードは裏向きのカードの上に重ねる

ディーラーは各競技者に以下の3段階にわけてカードを配る。
1. 裏向きのカード3枚を横に並べて配る。各競技者はこのカードを見てはならない
2. 表向きのカード3枚を、それぞれ裏向きのカードの上に重ねて配る
3. 手札3枚を配る

残りのカードはまとめてテーブルに伏せて置き、山札とする。
プレイの前に、各競技者は、手札の一部または全部を、自分の表向きになったカードと交換できる。

### 第一段階：手札を出す
表向きになったカードの中に3のカードのある人が最初にプレイする（早い者勝ち）。誰も3を持っていなかったら、手札に3のある人が最初にプレイする。手札にも3がなければ、同様にして4のカードのある人、5のカードのある人……が最初にプレイする。
最初にプレイする人は手札の中のどれでも1枚を表向きに場に出す。このとき、同じランクのカードが複数あれば、まとめて出してよい。出したのと同じ枚数を山札から取ってきて手札に加える。
他の競技者は時計回りに順に、場に出た一番上のカード以上のランク（強さ）のカードがあればそれを表向きに場に出す。このときも同じランクのカードが複数枚あればまとめて出せる。なお、枚数は前の人の出した枚数と一致していなくて構わない。やはり出した枚数だけ山札から取ってきて手札に加える。場に出たカード以上のカードを出せない（または出したくない）場合は、かわりに場に出ているカードを全部取って手札に加える。この場合、次の番の人は何でも好きなカードを出すことができる。
山札が尽きたら、山札から手札を補充せずにプレイを続ける。

### 第二段階：表向きのカードを出す
手札が尽きたら、手札のかわりに表向きになったカードを出す。ルールは第一段階と同じである。出せない場合は、場に出ているカード全部に表向きになったカード1枚を加えて、それを手札にする。手札の枚数がゼロでなくなったので、第一段階に戻る。

### 第三段階：裏向きのカードを出す
手札も表向きのカードも尽きた場合は、裏向きになったカードを出す。どれを出してもよいが、出すときにカードを見てはならない。出したカードがたまたま場に出ているカード以上のランクであればそれでよいが、そうでない場合は、場に出ているカード全部に、出したカードを加えて、それを手札にする。手札の枚数がゼロでなくなったので、第一段階に戻る。

### 上がり
手札・表向きのカード・裏向きのカード全部を出すことに成功したら、上がりとなる。プレイは最後にひとりが残るまで続けられる。

### 特殊ルール
ジョーカーはいつでも出せる。ジョーカーを出すと、カードを出す順番が逆になる（時計回り⇔反時計回り）。次の人は、ジョーカーの下にあるカード以上のカードを出さなければならない。
2は、いつでも出せる。また、場の一番上に出ているカードが2のときは、何を出してもよい。
10は通常のルールに従うが、10が出たら場に出ているカードをすべて流す（捨てる）。流したカードはそのプレイでは使われない。10を出した人は続けて任意のカードを出すことができる。
同じランクのカードの4枚組を出したら、やはり場に出ているカードをすべて流し、同じ人が続けて任意のカードを出すことができる。4枚組はまとめて出してもよいし、場の一番上に出ているカード（1枚または複数）と同じランクのカードを出して、あわせて4枚にしてもよい。
クレイジーエイトと同様に、特殊カードにはほかにもさまざまなローカルルールがあるが、省略する。

## 罰ゲーム
最後まで上がることができなかった人は、頭から紙袋をかぶせられる（窒息しないように注意）。紙袋は次のプレイで上がることができるまで取ってはならない。